# Papilaid
Papilaid est une île d'Estonie.